# کوه سفید (استان همدان)
کوه سفید در جنوب غربی شهرستان ملایر در استان همدان واقع شده است. خط الرس آن حد طبیعی بین ملایر و نهاوند ‌است. بلندترین قلهٔ آن  ۲۴۷۵ متر از سطح دریا ارتفاع دارد.